# Ai Otomo
Ai Otomo (em japonês:  大友 愛; Sendai, 24 de março de 1982) é um jogadora de voleibol japonesa. Após casar-se com o jogador de voleibol de praia Tatsuo Yamamoto, adotou o nome Ai Yamamoto (em japonês:  山本 愛) até o divórcio. Em 8 de agosto de 2013 se casa pela segunda vez com o com o judoca Hiroyuki Akimoto, campeão mundial em 2010.
Com 1,84 m de altura, Otomo é capaz de atingir 3,12 m no ataque e 3,05 m quando bloqueia.

## Carreira
Otomo competiu nos Jogos Olímpicos de 2004, em Atenas, onde a seleção de seu país finalizou na quinta colocação.
Em 2010 disputou o Campeonato Mundial, realizado no Japão, no qual a sua seleção terminou na terceira colocação.
Oito anos após disputar sua primeira Olimpíada, foi novamente convocada para os Jogos Olímpicos de 2012, em Londres, onde o Japão obteve a medalha de bronze ao vencer a Coreia do Sul.
Em 2013 anunciou sua aposentadoria.